# Палгрев, Инглис
Роберт Гарри Инглис Палгрев (англ. Robert Harry Inglis Palgrave; 11.06.1827—25.01.1919) — британский экономист, главный редактор The Economist в 1877—1883 годах, создатель первого трёхтомного словаря по экономике Палгрев: словарь по экономике.

## Биография
Инглис Палгрев родился 11 июня 1827 года в семье отца Фрэнсиса Палгрева и матери Элизабет Тернер, дочери банкира Доусона Тёрнера. Его братьями были Фрэнсис Тернер Палгрев, Уильям Гиффорд Палгрев и Реджинальд Палгрейв. Образование получил в школе Чартерхаус.
В 1843—1845 годах, в возрасте 16 лет, работал в банке Deacon, Williams and Co. Затем в 1845 году он присоединился к Gurneys Birkbeck Barclay Buxtons & Orde в Ярмуте, к банковской фирме его деда Доусону Тёрнеру. Он также был директором Barclay and Co. и клерком Палаты общин. В 1877 году он стал финансовым редактором, а в 1877—1883 годах главным редактором The Economist после смерти Уолтера Бэджета. Он подготовил три тома Палгрев: словарь по экономике (1894, 1896 и 1899), а также редактировал собранные исторические произведения своего отца, сэра Фрэнсиса Палгрева. Он был редактором The Banking Almanac до 1919 года и был редактором журнала The Bankers’ Magazine, стоял у истоков создания Королевского экономического общества.

## Награды
Заслуги Инглиса Палгрева были неоднократно отмечены:
- 1871 — приз от Королевского статистического общества за свое эссе;
- 1873 — президент секции F Британской научной ассоциации.
- 1882 — член Королевского общества[англ.];
- 1909 — возведён в рыцари.